# Jen-Chieh Peng
Jen-Chieh Peng (* 14. Januar 1949 in Guangzhou) ist ein taiwanesisch-US-amerikanischer experimenteller Kernphysiker.
Peng wuchs in Taiwan auf und studierte dort an der Universität Tunghai mit dem Bachelor-Abschluss 1970 und wurde 1975 an der University of Pittsburgh in Kernphysik bei James V. Maher promoviert. Als Post-Doktorand war er in Saclay. Ab 1978 war er am Los Alamos National Laboratory, an dem er 1996 Laboratory Fellow wurde. 2002 wurde er Professor an der University of Illinois at Urbana-Champaign.
Er befasst sich mit der Quark- und Antiquark-Struktur von Kernen und Nukleonen, mit fundamentalen Symmetrien und Neutrionphysik. Er unternahm experimentelle Forschung unter anderem an der LAMPF (Los Alamos Meson Physics Facility), am Fermilab, am Jefferson Laboratory in Virginia, am CERN und am Alternating Gradient Synchrotron (AGS). Dabei war er Sprecher oder Ko-Sprecher von rund zehn Experimenten zur Teilchen- und Kernphysik. Mit Joel M. Moss, Gerry Garvey, Chuck Brown und anderen führte er Experimente am Fermilab aus, die die Antiquark-Struktur von Protonen und Kernen mit Hilfe des Drell-Yan-Prozesses zeigten.
Er war am chinesischen Daya-Bay-Experiment in der Neutrinophysik beteiligt und war damit einer der Gewinner des Breakthrough Prize in Fundamental Physics von 2016. Er war im Programmkomitee des Jefferson Laboratory, des Brookhaven National Laboratory und von J-PARC.
Er ist Fellow der American Physical Society. 2022 wurde er Mitglied der Academia Sinica. Für 2023 erhielt er den Tom-W.-Bonner-Preis für Kernphysik. Er erhielt ihn für Pionierarbeit in der Untersuchung der Antiquark-Verteilung in Nukleonen und Atomkernen mit Hilfe des Drell-Yan-Prozesses und für bedeutende Arbeiten zur Aufklärung der Ursprünge der Flavor-Asymmetrie bei leichten Seequarks in Nukleonen (Laudatio).